# Gevresin
Gevresin est une commune française située dans le département du Doubs, la région culturelle et historique de Franche-Comté et la région administrative Bourgogne-Franche-Comté.

## Géographie

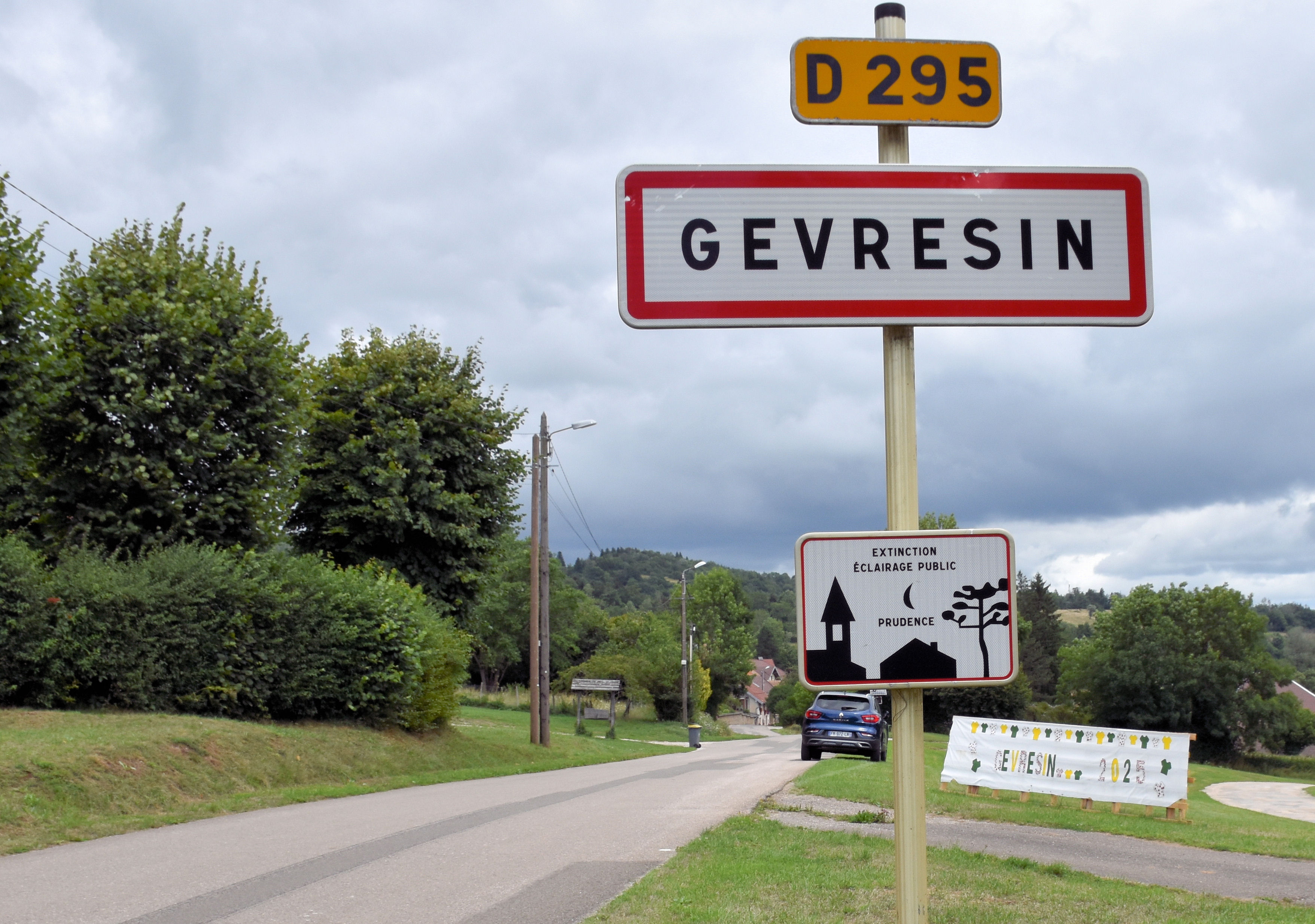
Une entrée du village.

### Toponymie
Gevresin depuis 1272.
Gevresin est située à l'extrémité sud de l'arrondissement de Besançon, à la limite de celui de Pontarlier, à quelques kilomètres au nord-ouest de Levier, dont il est séparé par la forêt du Jura. La localité s'est construite dans un anticlinal. Le village est à 674 mètres d'altitude et le point culminant du territoire communal est à 770 mètres, à son extrémité nord-est.

### Climat
Pour des articles plus généraux, voir Climat de la Bourgogne-Franche-Comté et Climat du Doubs.
En 2010, le climat de la commune est de type climat de montagne, selon une étude du Centre national de la recherche scientifique s'appuyant sur une série de données couvrant la période 1971-2000. En 2020, Météo-France publie une typologie des climats de la France métropolitaine dans laquelle la commune est exposée à un climat semi-continental et est dans la région climatique  Jura, caractérisée par une forte pluviométrie en toutes saisons (1 000 à 1 500 mm/an), des hivers rigoureux et un ensoleillement médiocre. 
Pour la période 1971-2000, la température annuelle moyenne est de 8,4 °C, avec une amplitude thermique annuelle de 16,7 °C. Le cumul annuel moyen de précipitations est de 1 486 mm, avec 13,6 jours de précipitations en janvier et 10,3 jours en juillet. Pour la période 1991-2020, la température moyenne annuelle observée sur la station météorologique de Météo-France la plus proche, « Coulans », sur la commune d'Éternoz à 5 km à vol d'oiseau, est de 10,5 °C et le cumul annuel moyen de précipitations est de 1 259,2 mm. 
La température maximale relevée sur cette station est de 38,7 °C, atteinte le 24 août 2023 ; la température minimale est de −18,9 °C, atteinte le 20 décembre 2009,,. 
Les paramètres climatiques de la commune ont été estimés pour le milieu du siècle (2041-2070) selon différents scénarios d'émission de gaz à effet de serre à partir des nouvelles projections climatiques de référence DRIAS-2020. Ils sont consultables sur un site dédié publié par Météo-France en novembre 2022.

## Urbanisme

### Typologie
Au 1er janvier 2024, Gevresin est catégorisée commune rurale à habitat dispersé, selon la nouvelle grille communale de densité à 7 niveaux définie par l'Insee en 2022.
Elle est située hors unité urbaine et hors attraction des villes,.

### Occupation des sols
L'occupation des sols de la commune, telle qu'elle ressort de la base de données européenne d’occupation biophysique des sols Corine Land Cover (CLC), est marquée par l'importance des forêts et milieux semi-naturels (64,1 % en 2018), une proportion identique à celle de 1990 (64,1 %). La répartition détaillée en 2018 est la suivante : forêts (62,5 %), prairies (23 %), zones agricoles hétérogènes (9,4 %), zones urbanisées (3,6 %), milieux à végétation arbustive et/ou herbacée (1,6 %). L'évolution de l’occupation des sols de la commune et de ses infrastructures peut être observée sur les différentes représentations cartographiques du territoire : la carte de Cassini (XVIIIe siècle), la carte d'état-major (1820-1866) et les cartes ou photos aériennes de l'IGN pour la période actuelle (1950 à aujourd'hui).

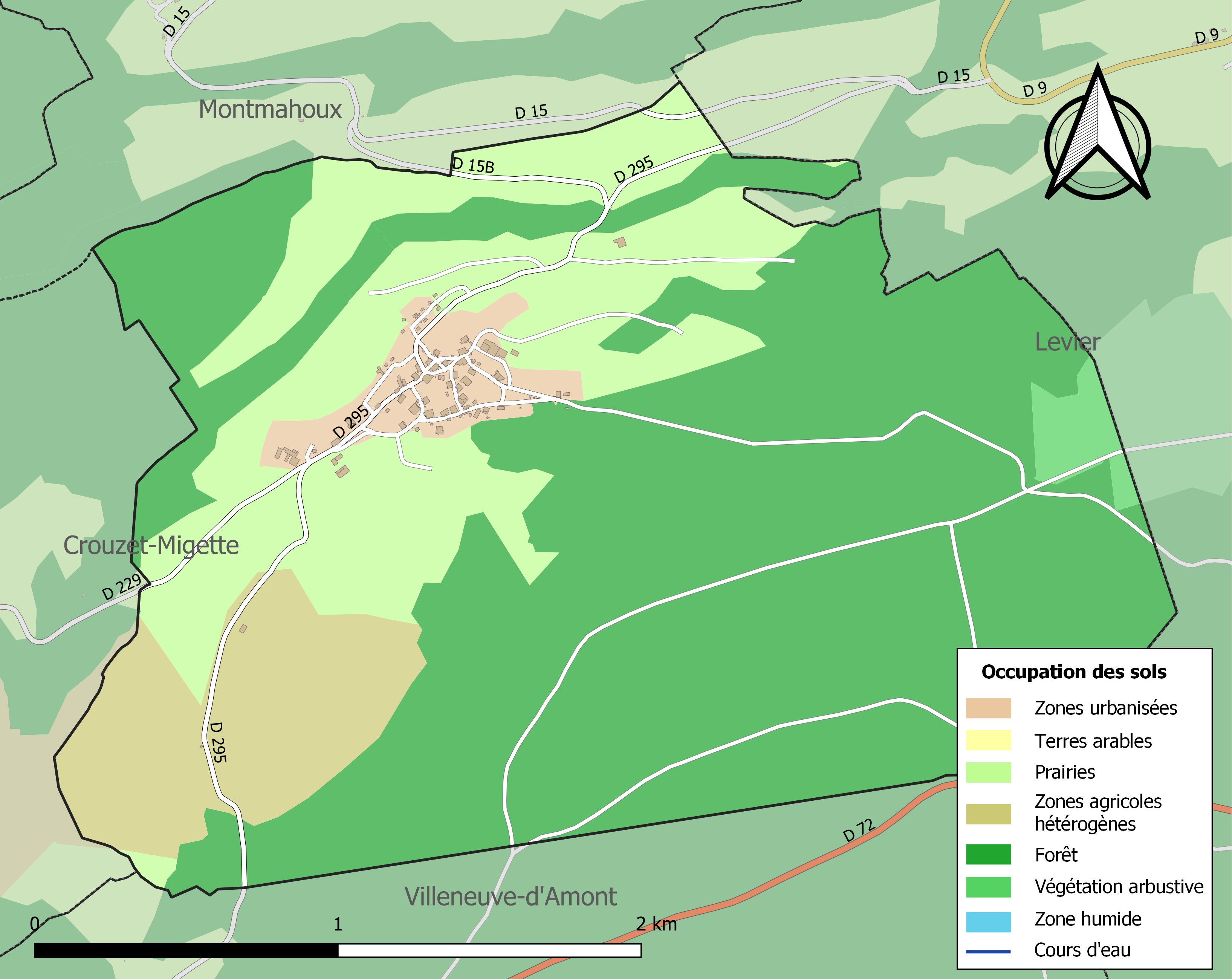
Carte des infrastructures et de l'occupation des sols de la commune en 2018 (CLC).

## Histoire
- Le Moyen Âge

Le seigneur Jean Ier de Chalon, qui venait de faire construire le château de Montmahoux, voulait s'installer dans toute la contrée. Il acquit biens et domaines dans les villages des alentours. Sa veuve, Laure de Commercy, poursuivit cette politique et se fit céder par l'abbaye Notre-Dame de Billon, en 1272, Gevresin et Labergement-du-Navois. Ces deux villages passèrent, dès lors, dans la seigneurie des Montmahoux.
Pour attirer des habitants sur ses terres, Jean de Chalon, peu de temps avant sa mort, avait accordé des franchises à son bourg de Montmahoux. Ce sont ces franchises que son fils, Jean Ier de Chalon-Arlay, allait accorder aux villages de la seigneurie en 1309, notamment à Gevresin.
- La Révolution

La Révolution ne paraît pas avoir été trop mal supportée. Comme dans les villages environnants, des prêtres réfractaires vinrent parfois se cacher à Gevresin, mais le village resta calme pendant toute cette période.
- XIXe siècle

En 1824, une épidémie de typhoïde attaque le cinquième de la population : 54 cas furent décelés, qui entraînèrent 24 décès. Cette épidémie coïncida avec le dessèchement des marais, au bas du village.

## Politique et administration
| Période                                  | Période  | Identité       | Étiquette | Qualité                      |
| ---------------------------------------- | -------- | -------------- | --------- | ---------------------------- |
| mars 2008                                | En cours | René Mareschal | UMP-LR    | Agriculteur retraité - Maire |
| Les données manquantes sont à compléter. |          |                |           |                              |

## Démographie
L'évolution du nombre d'habitants est connue à travers les recensements de la population effectués dans la commune depuis 1793. Pour les communes de moins de 10 000 habitants, une enquête de recensement portant sur toute la population est réalisée tous les cinq ans, les populations de référence des années intermédiaires étant quant à elles estimées par interpolation ou extrapolation. Pour la commune, le premier recensement exhaustif entrant dans le cadre du nouveau dispositif a été réalisé en 2006.

En 2022, la commune comptait 153 habitants, en évolution de +29,66 % par rapport à 2016 (Doubs : +1,88 %, France hors Mayotte : +2,11 %).
| 1793 | 1800 | 1806 | 1821 | 1831 | 1836 | 1841 | 1846 | 1851 |
| ---- | ---- | ---- | ---- | ---- | ---- | ---- | ---- | ---- |
| 205  | 212  | 223  | 247  | 266  | 261  | 260  | 263  | 259  |

| 1856 | 1861 | 1866 | 1872 | 1876 | 1881 | 1886 | 1891 | 1896 |
| ---- | ---- | ---- | ---- | ---- | ---- | ---- | ---- | ---- |
| 233  | 232  | 237  | 223  | 182  | 197  | 193  | 180  | 163  |

| 1901 | 1906 | 1911 | 1921 | 1926 | 1931 | 1936 | 1946 | 1954 |
| ---- | ---- | ---- | ---- | ---- | ---- | ---- | ---- | ---- |
| 181  | 152  | 150  | 119  | 149  | 129  | 122  | 108  | 119  |

| 1962 | 1968 | 1975 | 1982 | 1990 | 1999 | 2006 | 2011 | 2016 |
| ---- | ---- | ---- | ---- | ---- | ---- | ---- | ---- | ---- |
| 106  | 110  | 101  | 97   | 106  | 107  | 114  | 116  | 118  |

| 2021 | 2022 | - | - | - | - | - | - | - |
| ---- | ---- | - | - | - | - | - | - | - |
| 142  | 153  | - | - | - | - | - | - | - |

## Lieux et monuments
- L'église Sainte-Marie-Madeleine a été construite par l'architecte Dufour entre 1823 et 1826, sur l'emplacement de l'ancienne église excentrée et trop petite où une chapelle a été édifiée nommée « chapelle dédiée aux âmes du Purgatoire ».
- À l'entrée est du village, on remarque dans un lieu clos une croix et une statue de la Vierge, datant de 1857 et portant l'inscription « Protégez les voyageurs ».
- Une autre croix est personnalisée, « la croix des Paniers » Elle fut érigée en souvenir d'une mort accidentelle à vélo d'un jeune homme de cette famille vers 1912.

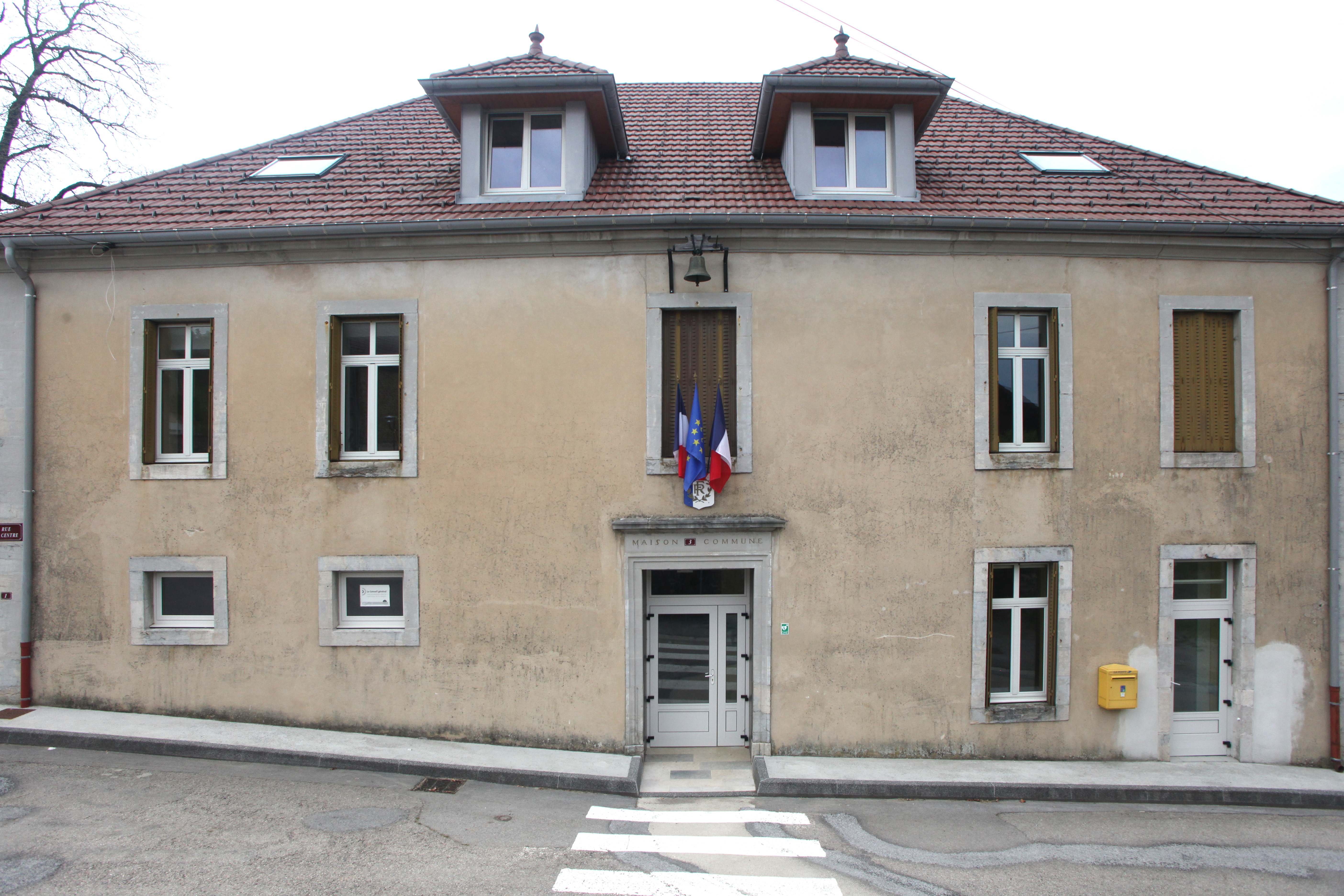
Mairie.
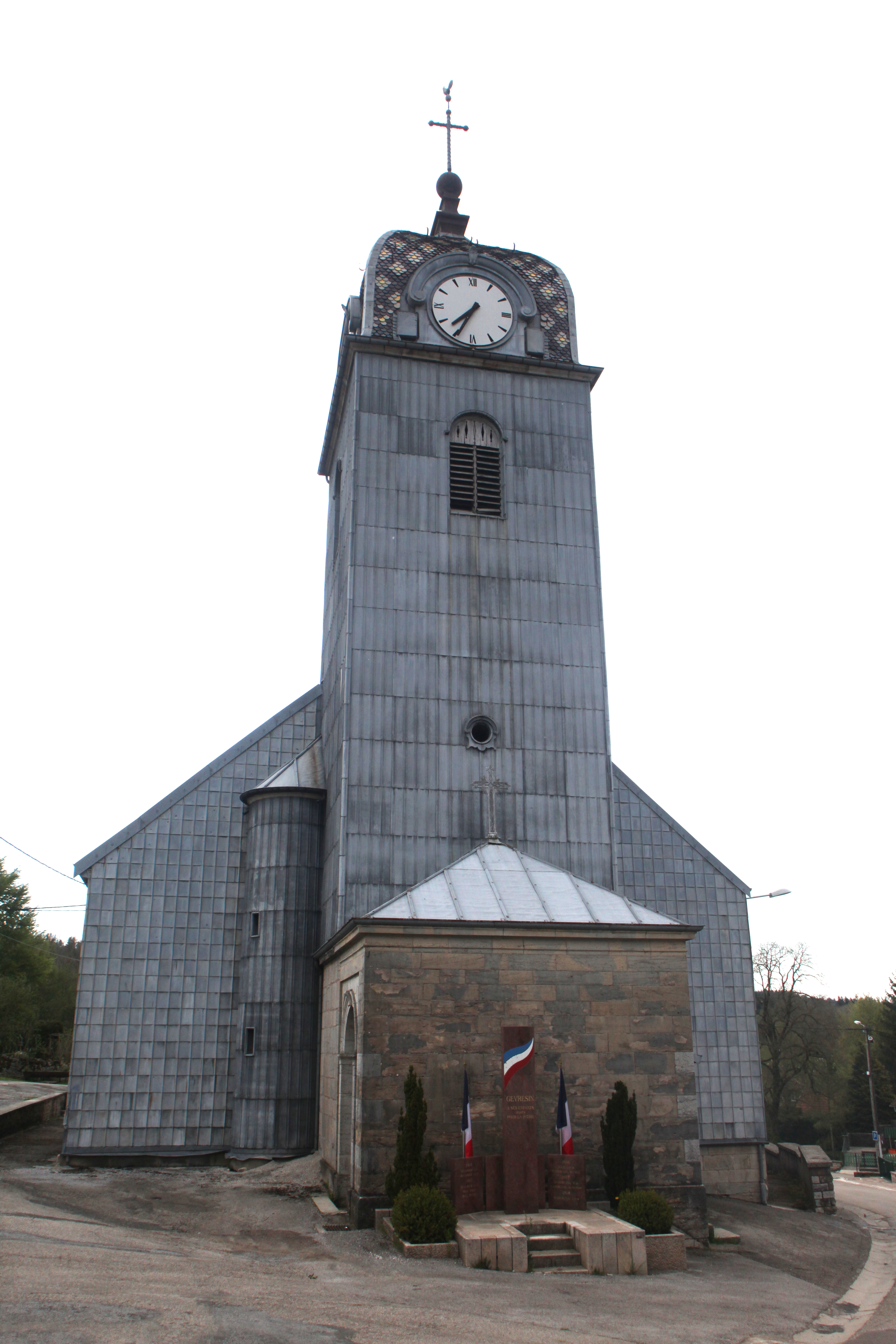
Église.
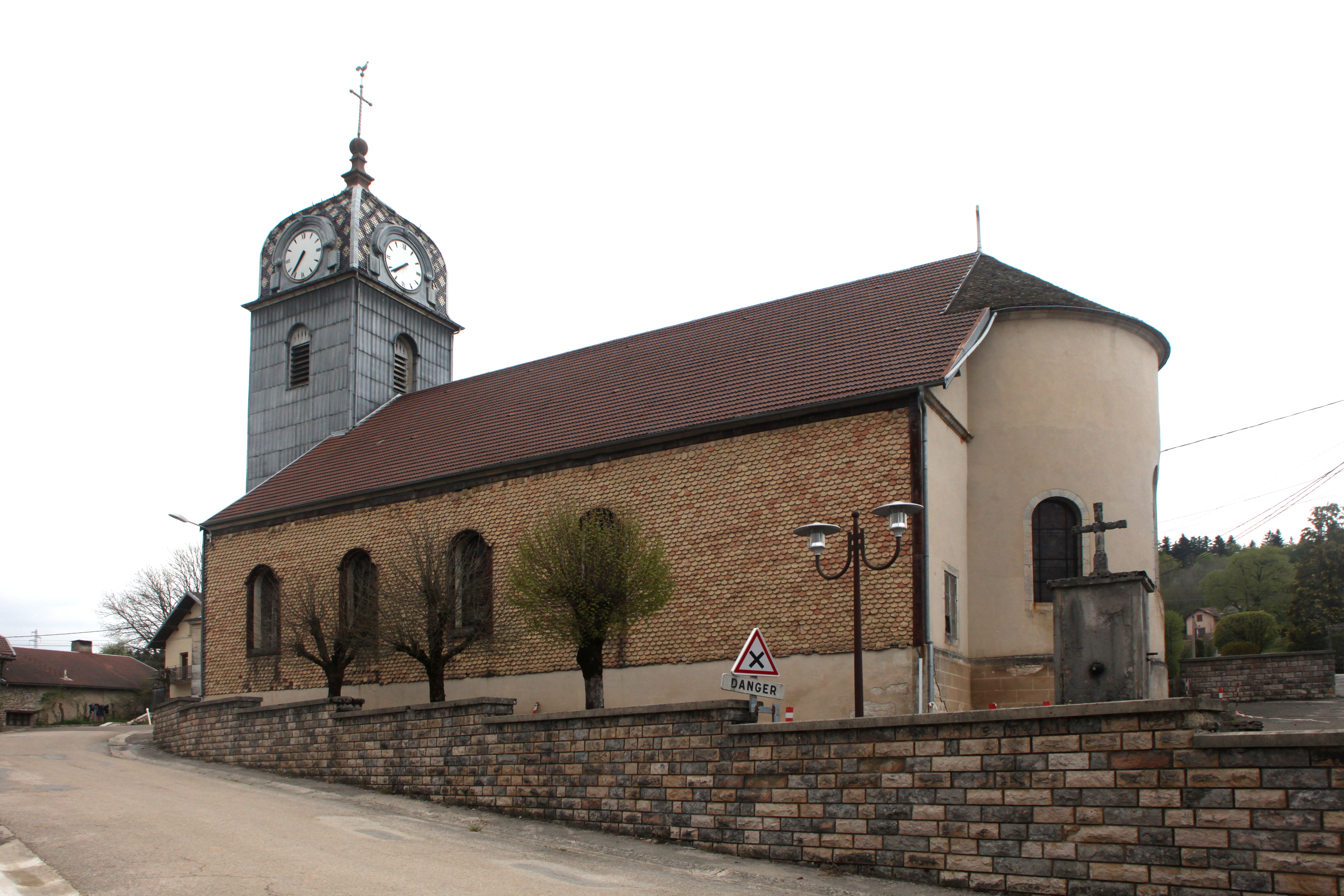
Église.
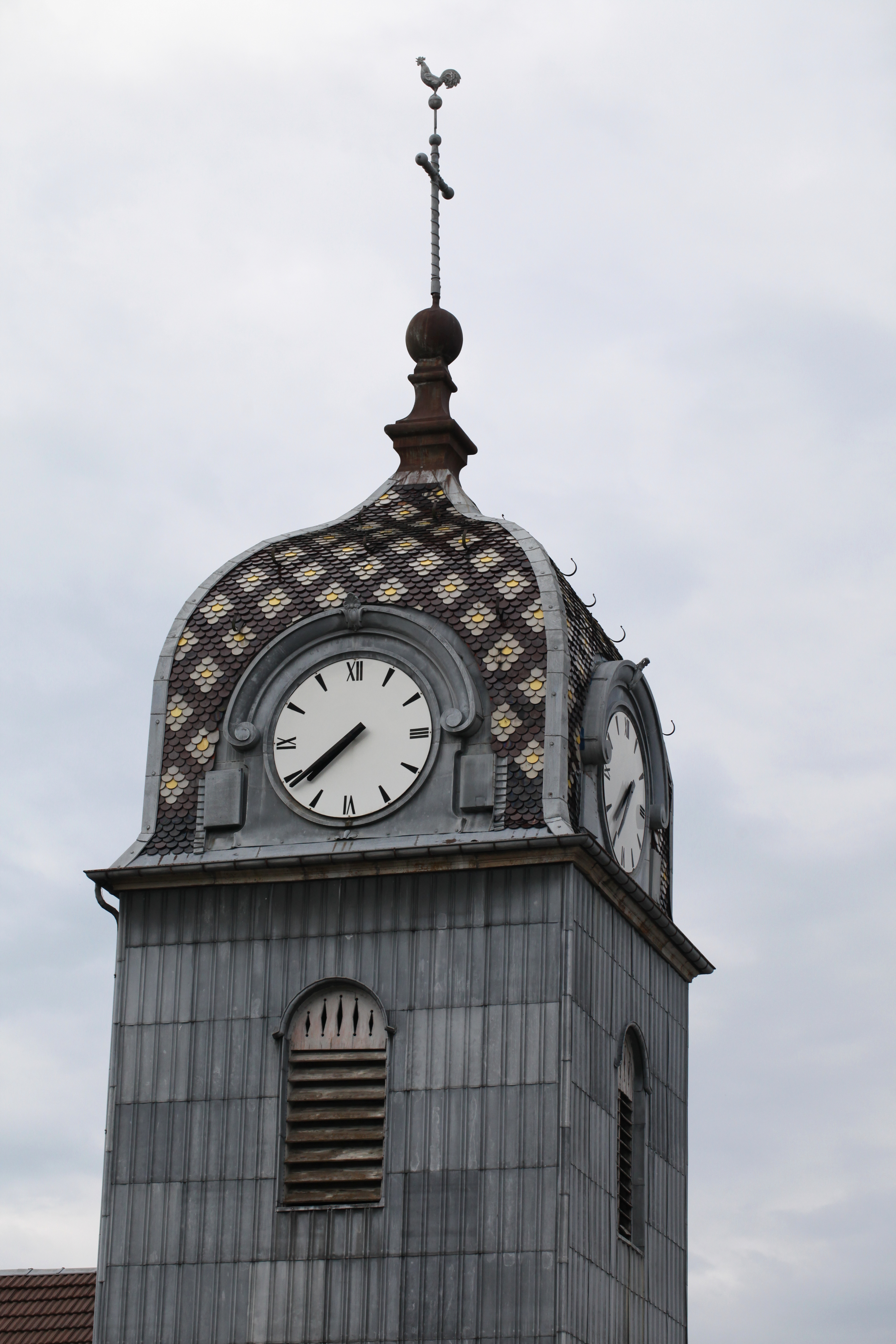
Détail du clocher.